# 22e corps d'armée de montagne (Allemagne)
Pour les articles homonymes, voir 22e corps d'armée.
Le 22e corps d'armée de montagne (en allemand : XXII. Gebirgs-Armeekorps) était un corps d'armée de l'armée de terre allemande: la Heer au sein de la Wehrmacht pendant la Seconde Guerre mondiale.

## Hiérarchie des unités
| Nom          | Nbre d'hommes       | Unités subalternes                | Grade de commandement                 |
| ------------ | ------------------- | --------------------------------- | ------------------------------------- |
| Heeresgruppe | + 300 000           | 2 à + Armeen (Armées)             | Generaloberst ou Generalfeldmarschall |
| Armee        | + 100 000 - 300 000 | 2 à + Armeekorps (Corps d'armées) | General ou Generaloberst              |
| Armeekorps   | + 30 000 - 80 000   | 2 à + Divisionen (Division)       | Generalleutnant ou General            |
| Division     | + 10 000 – 20 000   | 2 à 6 Brigaden (Brigade)          | Generalmajor ou Generalleutnant       |
| Brigade      | + 3 000 – 5 000     | jusqu'à 3 Regimentern (Régiment)  | Oberst ou Generalmajor                |

## Historique
Le XXII. Gebirgs-Armeekorps est formé le 12 août 1943 dans le Wehrkreis VII.

## Organisation

### Commandants successifs
| Date                      | Grade                     | Commandant  |
| ------------------------- | ------------------------- | ----------- |
| 25 août 1943 - 8 mai 1945 | General der Gebirgstruppe | Hubert Lanz |

### Chef des Generalstabes
| Date                           | Grade       | Commandant      |
| ------------------------------ | ----------- | --------------- |
| 15 août 1943 - 25 janvier 1944 | Oberst i.G. | Albert Dietl    |
| 25 janvier 1944 - 10 août 1944 | Oberst      | Ulrich Bürker   |
| 10 août 1944 - Mai 1945        | Oberst i.G. | Herbert Geitner |

### 1. Generalstabsoffizier (Ia)
| Date                           | Grade      | Commandant                |
| ------------------------------ | ---------- | ------------------------- |
| 15 août 1943 - 25 juin 1944    | Major i.G. | Wolf-Christian von Loeben |
| 25 juin 1944 - 10 février 1945 | Major i.G. | Walter Klingsporn         |
| 10 février 1945 - Mai 1945     | Major i.G. | Klaus Görnandt            |

## Théâtres d'opérations
- Grèce, Yougoslavie, Hongrie : Août 1943 - Mai 1945

## Ordre de batailles

### Rattachement d'Armées
| Date      | Armée          | Groupe d'Armées  |
| --------- | -------------- | ---------------- |
| 1943      |                |                  |
| Septembre | Heeresgruppe E | Heeresgruppe F   |
| 1944      |                |                  |
| Janvier   | Heeresgruppe E | Heeresgruppe F   |
| Avril     | -              | OKW              |
| Mai       | Heeresgruppe E | Heeresgruppe F   |
| Septembre | 2. Panzerarmee | Heeresgruppe F   |
| 1945      |                |                  |
| Janvier   | 2. Panzerarmee | Heeresgruppe Süd |
| Mai       | 2. Panzerarmee | OB Südost        |

### Unités affectées à ce corps
- Arko 422
- Korps-Nachrichten-Abteilung 422
- Korps-Nachschub-Truppen 422
- Korps-Kartenstelle (mot.) 422
- Feldgendarmerie-Trupp a (mot.) 422

### Unités subordonnées
26 décembre 1943
- 104. Jäger-Division

16 septembre 1944
- 104. Jäger-Division
- Festungs-Brigade 966

1er mars 1945
- 1. Volks-Gebirgs-Division
- 118. Jäger-Division

15 août 1944
- 104. Jäger-Division
- 1. Gebirgs-Division

## Sources
- (de) XXII. Gebirgs-Armeekorps sur lexikon-der-wehrmacht.de